# Juliane Marie Jessen
Juliane Marie Jessen (født 11. februar 1760 i København, død 6. oktober 1832 på Frederiksberg) var en dansk forfatter, søster til Carl Wilhelm Jessen.
Hun var datter af etatsråd Nicolai Jacob Jessen og Marie Christine Jacobi.
Fra 1787 var hun lektrice (oplæserske) hos enkedronning Juliane Marie, en stilling hun måtte opgive efter tre år på grund af en sygdom, der lænkede hende til sengen i år. Hun oversatte og udgav i 1800 Johann Gottwert Müllers Selim den lykkelige.
I 1815 kom lystspillet Ei blot til Lyst og satiren Hinketudse. I 1817 stillede hun sig på Jens Baggesens side i dennes fejde med Adam Oehlenschläger. I 1819 udsendte hun Smaae Mark-Violer plantede i Danmarks Digterhauge.
Også i 1819 vandt hun en konkurrence udskrevet af Selskabet til de skønne Videnskabers Fremme om en dansk nationalsang med digtet Dannemark! Dannemark! – hellige Lyd som C.E.F. Weyse satte musik til. Hendes sang slog dog ikke an. I forbindelse med konkurrencen skrev Adam Oehlenschläger Der er et yndigt land.
Juliane Jessen boede i Smallegade, hvor hun omgikkes flere af tidens kendte kunstnere. Hun tog flere plejedøtre til sig og opdrog dem omhyggeligt og hun blev ved sin død omtalt som et ædelt og kærligt menneske.
Hun er begravet på Sankt Petri Kirkegård. Der findes et portrætmaleri fra ca. 1830 af Constantin Hansen (Statens Museum for Kunst). Desuden silhouet af C. Limprecht fra ca. 1781.